# استیون تیبر (قایق دو دگلی)
استیون تیبر (قایق دو دگلی) (به انگلیسی: Stephen Taber (schooner)) یک کشتی است که طول آن ۱۱۵ فوت (۳۵ متر) می‌باشد.